# BlackAF
#blackAF ist eine US-amerikanische Mockumentary-Fernsehserie aus dem Jahr 2020, die im Auftrag von Netflix produziert und deren erste Staffel als Netflix Original im April 2020 veröffentlicht wurde. Dem Plan, die Serie um eine zweite Staffel zu verlängern, wurde 2021 von Netflix eine Absage erteilt.

## Handlung
Drea Barris, Tochter des US-amerikanischen Film- und Fernsehproduzenten Kenya Barris, der unter anderem für Black-ish und America’s Next Top Model verantwortlich ist, bewirbt sich mit einer selbst gedrehten Dokumentation über ihre achtköpfige Familie an der Filmakademie der New York University. In ihrer Dokumentation behandelt sie Alltagsprobleme der neureichen Familie, beispielsweise ob ein Accessoire von Fendi angemessen ist als Beigabe für eine Geschenktüte beim Kindergeburtstag oder ob die Bezahlung des weißen Assistenten von Barris nicht zu gering ausfällt. Außerdem stellt sie dar, wie Kenya Barris das Gefühl hat, keinem gerecht zu werden – zum einen, weil er keine gesellschaftskritischen Formate produziert, zum anderen, weil er der schwarzen Community nicht schwarz genug ist.

## Hintergrund
Die Dreharbeiten zu #blackAF fanden überwiegend in den Rayleigh Studios in Hollywood statt, einzelne Außenaufnahmen des Urlaubs wurden auf den Fidschi-Inseln gedreht. Für die Kamera zeigte sich Adam Bricker verantwortlich, der nur mit einer Kamera drehte.
Der Titel setzt sich aus der Raute als Zeichen für einen Hashtag und der Buchstabenkombination AF, die für as fuck, eine im Amerikanischen Englisch gebräuchlichen Steigerungsform, zusammen.
Die Serie ist Teil eines mehrjährigen Exklusivdeals zwischen Netflix und Barris. Teilweise stimmt die Geschichte mit dem realen Leben von Barris überein, der sich auch selbst spielt: So hat er tatsächlich sechs Kinder, wohnt in Hollywood und ist als erfolgreicher TV-Produzent beruflich tätig.

## Besetzung und Synchronisation
Die deutschsprachige Synchronisation entsteht nach den Dialogbüchern von Sabine Völger und unter der Dialogregie von Bernhard Völger für SDI in Berlin.

### Hauptdarsteller
| Rolle        | Darsteller         | Synchronsprecher        |
| ------------ | ------------------ | ----------------------- |
| Joya Barris  | Rashida Jones      | Dascha Lehmann          |
| Kenya Barris | Kenya Barris       | Christoph Banken        |
| Drea Barris  | Iman Benson        | Marie Hinze             |
| Chloe Barris | Genneya Walton     | Celina Gaschina         |
| Izzy Barris  | Scarlet Spencer    | Saskia Glück            |
| Pops Barris  | Justin Claiborne   | Freddy Antoine Gerberon |
| Kam Barris   | Ravi Cabot-Conyers | Nikita Steinert         |

### Nebendarsteller
| Rolle           | Darsteller             | Synchronsprecher |
| --------------- | ---------------------- | ---------------- |
| Broadway        | Bumper Robinson        | Bernhard Völger  |
| Danny           | Gil Ozeri              | Rainer Fritzsche |
| Brooklyn Barris | Richard Gardenhire Jr. |                  |
| Lavette         | Nia Long               |                  |
| Marquise        | Doug Hall              |                  |

### Gastauftritte
In der ersten Staffel treten unter anderen die Regisseurin Ava DuVernay, der Produzent Will Packer, der Schauspieler und Regisseur Tyler Perry, die Schauspielerin und Produzentin Issa Rae, der Filmregisseur Tim Story, der Unternehmer Scooter Braun, die Drehbuchautorin Lena Waithe und der Drehbuchautor Steven Levitan als sie selbst auf.

## Episodenliste
| Nr. | Deutscher Titel                                                                            | Originaltitel                                                                            | Regie           | Drehbuch                      |
| --- | ------------------------------------------------------------------------------------------ | ---------------------------------------------------------------------------------------- | --------------- | ----------------------------- |
| 1   | Wegen der Sklaverei                                                                        | because of slavery                                                                       | Ken Kwapis      | Kenya Barris                  |
| 2   | Auch wegen der Sklaverei                                                                   | because of slavery too                                                                   | Ken Kwapis      | Kenya Barris                  |
| 3   | Immer noch wegen der Sklaverei                                                             | still… because of slavery                                                                | Rashida Jones   | Esa Lewis und Helen Krieger   |
| 4   | Richtig geraten… wieder wegen der Sklaverei                                                | yup, you guessed it. again, this is because of slavery                                   | Ken Kwapis      | Doug Hall                     |
| 5   | Unter uns gesagt: Das ist wegen der Sklaverei                                              | yo, between you and me… this is because of slavery                                       | Kenya Barris    | Hale Rothstein                |
| 6   | Unglaublich, aber das ist auch wegen der Sklaverei                                         | hard to believe, but still because of slavery                                            | Kenya Barris    | Alison McDonald               |
| 7   | Klingt verrückt, ist aber so: Auch das ist wegen der Sklaverei                             | i know this is going to sound crazy… but this, too, is because of slavery                | Brennan Schroff | Hunter Covington              |
| 8   | Du verstehst das vielleicht nicht, aber wir haben uns Urlaub verdient… wegen der Sklaverei | i know you may not get this, but the reason we deserve a vacation is… because of slavery | Brennan Schroff | Danny Segal und Isaac Schamis |

## Rezeption
Der Wertungsaggregator Rotten Tomatoes errechnete für die erste Staffel aus den Kritiken von 24 Kritikern eine Weiterempfehlungsrate von 46 Prozent und eine Durchschnittsbewertung von 6,97 von 10. Auf Metacritic erreichte #blackAF eine Bewertung der Kritiker von 61 von 100 Punkten. In der Internet Movie Database bewerteten mehr als 3.500 Zuschauer die Serie im Durchschnitt mit 6,8 von 10 Sternen.
Oliver Armknecht von film-rezensionen.de schreibt, dass die Serie zu sehr „eine Aneinanderreihung von Momentaufnahmen“ sei, die es nicht schaffe, eine Entwicklung im Verlauf der Staffel darzustellen. Weiter schreibt er, dass einzelne Szenen und Fragestellungen durchaus zum Nachdenken anregen, auch wenn „die anfänglichen Versuche des Patriarchen, sämtliche Erscheinungen seines Lebens als Spätfolgen der Sklaverei zu erklären, zu bemüht“ seien. Die schauspielerischen Leistungen von Barris und Jones bezeichnet er als dem Format entsprechend, kritischer sieht er die schauspielerischen Leistungen der Kinder, ausgenommen Benson, die er als „keines von ihnen [sei] auch nur im entferntesten erinnerungswürdig“ bezeichnet. Bjarne Bock schreibt für Serienjunkies, dass Dear White People eine „deutlich klügere[n] Netflix-Serie mit ganz ähnlicher Thematik“ sei, da es Barris gelungen sei seinen „Nachteil, sprich schwarz zu sein, in sein größtes Kapital zu verwandeln“ und man ihm damit nur schwer die beschriebenen systematischen Benachteiligungen abkaufe. Auch er kritisiert, dass keine richtige Handlung erzählt werde. Ursula Schmied dagegen bezeichnet die Serie auf Glamour.de als „#funnyAF“ und hebt besonders die Momente, in denen kulturelle Unterschiede zwischen weißer und schwarzer Bevölkerung thematisiert werden, als Glanzmomente hervor.

## Auszeichnungen
Black Reel Awards 2020
- Nominierung in der Kategorie Bestes Drehbuch für Alison McDonald
- Nominierung in der Kategorie Beste Regie für Kenya Barris sowie Rashida Jones
- Nominierung in der Kategorie Beste Darstellerin für Rashida Jones